# Munique (filme)
Munich (Munique, no Brasil e em Portugal) é um filme de 2005 dirigido por Steven Spielberg sobre os eventos que se seguiram ao Massacre de Munique nos Jogos Olímpicos de Verão de 1972 por um grupo terrorista palestino. Ele segue um esquadrão do Mossad (liderado por Eric Bana) que é requisitado para caçar e matar os terroristas do Setembro Negro (Operação Cólera de Deus) responsáveis pelo assassinato dos atletas israelenses e o fardo que isso foi para a equipe.
O filme é parcialmente baseado no livro Vengeance: The True Story of an Israeli Counter-Terrorist Team (algo como Vingança: A Verdadeira História de uma Equipe Contra-Terrorista Israelense) pelo jornalista canadense George Jonas.
Spielberg praticamente não fez pré-estreias do filme, lançado em dezembro de 2005. A expectativa só seria superada pela polêmica que se seguiu às primeiras exibições: tanto judeus quanto muçulmanos acusaram o conteúdo de racial.

## Enredo
Nas Olimpíadas de Munique de 1972, o grupo terrorista palestino Setembro Negro mata onze membros da equipe olímpica de Israel. Avner Kaufman, um agente do Mossad de descendência alemã-judia, é escolhido para liderar uma missão para assassinar 11 palestinos supostamente envolvidos no massacre. Sob a direção de seu treinador Ephraim, para dar ao governo israelense uma negação plausível, Avner renuncia ao Mossad e opera sem vínculos oficiais com Israel. Sua equipe inclui quatro voluntários judeus de todo o mundo: o motorista sul-africano, Steve, o fabricante belga de brinquedos e explosivos, Robert, o ex-soldado israelense, Carl, e o falsificador de documentos dinamarquês, Hans. Eles recebem informações de um informante francês, Louis.
Em Roma, a equipe atira e mata Wael Zwaiter, que vive como poeta. Em Paris, eles detonam uma bomba na casa de Mahmoud Hamshari; no Chipre, eles bombardeiam o quarto de hotel de Hussein Abd Al Chir. Com os comandos das Forças de Defesa de Israel, eles perseguem três militantes palestinos - Muhammad Youssef al-Najjar, Kamal Adwan e Kamal Nasser - até Beirute, penetram no complexo vigiado pelos palestinos e matam os três.
Entre os acertos, os assassinos discutem sobre a moral e a logística de sua missão, expressando medo pela falta de experiência individual e ambivalência em matar acidentalmente inocentes. Em Atenas, quando localizam Zaiad Muchasi, a equipe descobre que Louis providenciou para que eles dividissem um esconderijo com os membros rivais da OLP e os agentes do Mossad escapam de problemas fingindo ser membros de grupos militantes estrangeiros como ETA, IRA, ANC e a Facção do Exército Vermelho. Avner tem uma conversa sincera com Ali, membro da OLP, sobre suas terras e quem merece governar; Ali é posteriormente baleado por Carl enquanto a equipe escapa do golpe em Muchasi.
O esquadrão se muda para Londres para rastrear Ali Hassan Salameh, que orquestrou o Massacre de Munique, mas a tentativa de assassinato é interrompida por vários americanos bêbados. Está implícito que esses são agentes da CIA, que, segundo Louis, protegem e financiam Salameh em troca de sua promessa de não atacar diplomatas americanos. Enquanto isso, tentativas são feitas contra os próprios assassinos. Carl é morto por uma assassina holandesa independente. Em vingança, a equipe a rastreia e a executa em uma casa flutuante em Hoorn. Hans é encontrado esfaqueado até a morte em um banco do parque e Robert é morto por uma explosão em sua oficina. Avner e Steve finalmente localizam Salameh na Espanha, mas novamente sua tentativa de assassinato é frustrada, desta vez pelos guardas armados de Salameh. Está implícito que Louis vendeu informações sobre a equipe para a OLP.
Avner, desiludido, voa para Israel, onde está infeliz por ser saudado como herói por dois jovens soldados e depois se muda para sua nova casa no Brooklyn, onde sofre estresse pós-traumático e paranoia. Ele é expulso do consulado de Israel depois de invadir a cidade para exigir que o Mossad deixe sua esposa e filho em paz. Efraim vem pedir a Avner que retorne a Israel e Mossad, mas Avner se recusa.

## Elenco
- Eric Bana como Avner Kaufman (baseado em Yuval Aviv)
- Daniel Craig como Steve
- Ciarán Hinds como Carl
- Omar Metwally como Ali
- Mathieu Kassovitz como Robert
- Hanns Zischler como Hans
- Ayelet Zurer como Daphna Kaufman
- Geoffrey Rush como Ephraim
- Mehdi Nebbou como Ali Hassan Salameh
- Gila Almagor como Mãe do Avner
- Karim Saleh como Issa
- Michael Lonsdale como Papa
- Mathieu Amalric como Louis
- Ziad Adwan como Kamal Adwan
- Moritz Bleibtreu como Andreas
- Yvan Attal como Tony
- Valeria Bruni Tedeschi como Sylvie
- Meret Becker como Yvonne
- Roy Avigdori como Gad Tsobari
- Marie-Josée Croze como Jeanette, a assassina holandêsa
- Lynn Cohen como Golda Meir

## Recepção da crítica
No Rotten Tomatoes, o filme tem 78% de aprovação, com base em 206 críticas, com uma classificação média de 7,44 / 10. O consenso do site diz: "Munique não consegue atingir seus objetivos elevados, mas ainda vale a pena assistir a este emocionante e politicamente imparcial resultado das conseqüências de um conflito político intratável". 
O crítico de cinema da Entertainment Weekly, Owen Gleiberman, mencionou Munique entre os melhores filmes da década. Diferentemente, Rex Reed, do New York Observer, pertence ao grupo de críticos que não gostou do filme: "Sem coração, sem ideologia e sem muito debate intelectual, Munique é uma grande decepção e algo chato".
Em defesa da cena climática sexual, os críticos Jim Emerson, do Chicago Sun-Times, e Matt Zoller Seitz, do Salon, compararam-na com o suicídio de Lady Macbeth em Macbeth, de Shakespeare, interpretando a sequência como representando a corrupção da vida pessoal de Avner, como resultado de sua morte condicionada a matar outras pessoas para vingar Munique.

## Controvérsias
Críticos do livro e do filme disseram que a premissa da história - que os agentes israelenses tiveram dúvidas sobre seu trabalho - não é apoiada por entrevistas ou declarações públicas. Em entrevista à Reuters, um chefe aposentado do serviço de inteligência Shin Bet de Israel e o ex-ministro da Segurança Interna, Avi Dichter, compararam Munique a uma história de aventura infantil: "Não há comparação entre o que você vê no filme e como ele funciona na realidade".
Em uma matéria de capa da revista Time sobre o filme em 4 de dezembro de 2005, Spielberg disse que a fonte do filme teve dúvidas sobre suas ações. "Há algo sobre matar pessoas de perto que é torturante", disse Spielberg. "É provável que tente a alma de um homem." Do verdadeiro Avner, Spielberg diz: "Acho que ele nunca encontrará a paz".
A Organização Sionista da América (ZOA) - descrevendo-se como "a mais antiga e uma das maiores organizações pró-Israel e sionista dos Estados Unidos" - pediu um boicote ao filme em 27 de dezembro de 2005. O ZOA criticou a base factual do filme e críticas niveladas a um dos roteiristas, Tony Kushner, a quem o ZOA descreveu como um "odiador de Israel". As críticas também foram direcionadas ao diretor nacional da Liga Antidifamação (ADL), Abraham Foxman, por seu apoio ao filme.
Illano Romano, esposa de um levantador de peso israelense morto no massacre de Munique, disse que Spielberg ignorou o caso Lillehammer, embora Spielberg pareça estar consciente da omissão; o quadro de abertura do filme mostra Lillehammer em uma montagem de nomes de cidades com Munique se destacando do resto. O Jewish Journal disse que "o esquadrão de vingança é obcecado em garantir que apenas seus alvos sejam atingidos e cuidadosos cuidados são tomados para evitar danos colaterais. No entanto, em um tiroteio, um homem inocente também é morto... As intensas contorções morais que os agentes experimentam enquanto os cadáveres se acumulam formam a substância do filme ".
Segundo Ronen Bergman, conforme relatado na Newsweek, é um mito que os agentes do Mossad caçam e matem os responsáveis pela morte de 11 atletas israelenses e um policial alemão nos Jogos Olímpicos de Munique em 1972; de fato, a maioria das pessoas nunca foi morta ou capturada. A maioria das pessoas que o Mossad matou não teve nada a ver com as mortes de Munique. Ele diz que o filme foi baseado em um livro cuja origem era um israelense que alegou ser o principal assassino do esquadrão, mas na verdade era um inspetor de bagagem no aeroporto de Tel Aviv.

## Autenticidade histórica
Embora Munique seja uma obra de ficção, ela descreve muitos eventos e números reais do início dos anos 1970. Do lado israelense, a primeira-ministra Golda Meir é retratado no filme, e outros líderes políticos e militares, como o procurador-geral Meir Shamgar, o chefe do Mossad, Zvi Zamir, e o chefe do Aman, Aharon Yariv. Spielberg tentou fazer a representação da tomada de reféns e da morte dos atletas israelenses historicamente autêntica. Diferentemente de um filme anterior, Pânico em Munique, o filme de Spielberg retrata o massacre de todos os atletas israelenses, que segundo as autópsias era preciso. Além disso, o filme usa clipes de notícias reais gravados durante a situação dos reféns.
Os membros nomeados do Setembro Negro e suas mortes também são principalmente factuais. Abdel Wael Zwaiter, tradutor da Embaixada da Líbia em Roma, foi baleado 11 vezes, uma bala para cada uma das vítimas do Massacre de Munique, no saguão de seu apartamento 41 dias após Munique. Em 8 de dezembro daquele ano, Mahmoud Hamshari, uma figura importante da OLP, foi morto em Paris por uma bomba escondida na mesa abaixo de seu telefone. Embora o filme mostre a bomba oculta no próprio telefone, outros detalhes do assassinato (como confirmação do alvo por telefone) são precisos. Outros mortos durante esse período incluem Mohammed Boudia, Basil al-Kubasi, Hussein al-Bashir e Zaiad Muchasi, cujas mortes estão representadas no filme. Ali Hassan Salameh também era uma pessoa real e um membro proeminente do Setembro Negro. Em 1979, ele foi morto em Beirute por um carro bomba que também matou quatro pessoas inocentes e feriu outras 18.
O ataque de comando em Beirute, conhecido como Operação Primavera da Juventude, também ocorreu. Este ataque incluiu o futuro primeiro-ministro israelense Ehud Barak e o herói da Guerra e da Operação Entebbe, Yonatan Netanyahu, ambos interpretados pelo nome no filme. Os métodos usados para rastrear e assassinar os membros do Setembro Negro eram muito mais complicados do que os métodos retratados no filme; por exemplo, o rastreamento dos membros da célula do Setembro Negro foi alcançado por uma rede de agentes do Mossad, não por um informante, como mostrado no filme.
A Atlantic Productions, produtora do documentário Munich: Mossad's Revenge, indicado pelo BAFTA, listou várias discrepâncias entre o filme de Spielberg e as informações obtidas em entrevistas com agentes envolvidos na operação. Eles observaram que o filme sugere que um grupo realizou quase todos os assassinatos, enquanto na realidade era uma equipe muito maior. Mossad não trabalhou com uma figura misteriosa do submundo francês, como retratado no livro e no filme. A campanha de assassinato não terminou porque os agentes perderam a coragem, mas por causa do caso de Lillehammer, no qual um garçom marroquino inocente foi morto. Isso não é mencionado no filme. Os alvos não estavam todos diretamente envolvidos em Munique, que Spielberg reconhece apenas nos últimos cinco minutos.
Como mencionado acima, o filme ignorou notavelmente o caso Lillehammer, onde assassinos israelenses mataram um garçom marroquino, Ahmed Bouchiki, confundindo-o com Ali Hassan Salameh.

## Prêmios

### Globo de Ouro
| Ano  | Categoria      | Indicado(s)             | Resultado |
| ---- | -------------- | ----------------------- | --------- |
| 2006 | Melhor Diretor | Steven Spielberg        | Indicado  |
| 2006 | Melhor Roteiro | Tony Kushner, Eric Roth | Indicado  |

### Óscar
| Ano  | Categoria                                  | Indicado(s)             | Resultado |
| ---- | ------------------------------------------ | ----------------------- | --------- |
| 2006 | Melhor Filme                               | Munich                  | Indicado  |
| 2006 | Melhor Diretor                             | Steven Spielberg        | Indicado  |
| 2006 | Melhor roteiro adaptado/argumento adaptado | Tony Kushner, Eric Roth | Indicado  |
| 2006 | Melhor edição/montagem                     | Munique                 | Indicado  |
| 2006 | Melhor Trilha Sonora                       | Munich                  | Indicado  |